# Allmänhetens angelägenheter
Allmänhetens angelägenheter, tjeckiska: Věci veřejné (VV) är ett liberalt politiskt parti i Tjeckien, bildat 2001 som ett lokalt parti i huvudstaden Prag.
2002 erövrade VV sin första plats i en stadsdelsnämnd. 2006 gick man framåt och tog mandat i fler stadsdelar.
2009 ställde partiet även upp i Europaparlamentsvalet där man fick 2,4 % av rösterna.
I parlamentsvalet 2010 fick VV 10,9 % av rösterna, 24 mandat och kunde ta plats i en borgerlig koalitionsregering tillsammans med 
Medborgardemokraterna och TOP 09.